# Майтан, Томаш
Томаш Майтан (чеш. Tomáš Majtán; родился 30 марта 1987 года; Братислава, Чехословакия) — словацкий футболист, нападающий клуба «Мезёкёвешд».

## Клубная карьера
Маджтан забил 16 мячей за «Интер» (Братиславу), играющий во втором дивизионе, в сезоне 2007/08 и стал лучшим бомбардиром. В том же сезоне он забил 6 мячей в двух играх подряд. 5 февраля 2010 года он подписал 3,5-летний контракт с Жилиной. Он забил свой первый гол за «шошонцев» в своем дебюте, против «Дубницы» 27 февраля 2010 года. Он выиграл титул Коргон-Лиги в 2009/10 годах, забив 4 мяча за свой новый клуб. 8 декабря 2010 года Майтан забил свой первый гол в Лиге чемпионов УЕФА, открыв счет в своем первом домашнем поражении в матче с московским «Спартаком» в российской столице.